# Gran Premio de Bélgica de Motociclismo de 1962
El Gran Premio de Bélgica de Motociclismo de 1962 fue la quinta prueba de la temporada 1962 del Campeonato Mundial de Motociclismo. El Gran Premio se disputó el 8 de julio de 1962 en el Circuito de Spa.

## Resultados 500cc
En la categoría reina, Mike Hailwood no tuvo problemas para ganar esta carrera, dos minutos por delante de Alan Shepherd (segundo) y Tony Godfrey (tercero). Sería un punto de inflexión para Alan Shepherd. De repente subió del octavo al segundo puesto del Campeonato Mundial y se aferró a ese lugar hasta el final del año.
| Pos.    | Piloto            | Moto      | Tiempo       | Pts. |
| ------- | ----------------- | --------- | ------------ | ---- |
| 1       | Mike Hailwood     | MV Privat | 1h 06' 04" 1 | 8    |
| 2       | Alan Shepherd     | Matchless | +1' 56" 2    | 6    |
| 3       | Tony Godfrey      | Norton    | +1' 59" 6    | 4    |
| 4       | Paddy Driver      | Norton    | +3' 53" 5    | 3    |
| 5       | Jack Findlay      | Norton    | +3' 59" 7    | 2    |
| 6       | Fred Stevens      | Norton    | +4' 35" 4    | 1    |
| 7       | Ernst Hiller      | Matchless | +1 Vuelta    |      |
| 8       | Jack Ahearn       | Norton    | +1 Vuelta    |      |
| 9       | Gyula Marsovszky  | Norton    | +1 Vuelta    |      |
| 10      | Raymond Bogaerdt  | Norton    | +1 Vuelta    |      |
| 11      | Rudolf Gläser     | Norton    | +3 Vueltas   |      |
| Ret     | Bert Schneider    | Norton    | Ret          |      |
| Ret     | Ron Langston      | Norton    | Ret          |      |
| Ret     | Mike Duff         | Matchless | Ret          |      |
| Ret     | Roland Föll       | Matchless | Ret          |      |
| Ret     | Roy Ingram        | Norton    | Ret          |      |
| Ret     | Jacques Insermini | Norton    | Ret          |      |
| Fuente: |                   |           |              |      |

## Resultados 250cc
Bob McIntyre ganó la carrera de 250cc gracias a que Jim Redman tuvo problemas técnicos. Eso hizo que la batalla por el segundo lugar fuera aún más emocionante, ya que Redman llegó solo una dècima de segundo por delante de su compañero de equipo Luigi Taveri.
| Pos.    | Piloto            | Moto       | Tiempo    | Pts. |
| ------- | ----------------- | ---------- | --------- | ---- |
| 1       | Bob McIntyre      | Honda      | 41' 42" 4 | 8    |
| 2       | Jim Redman        | Honda      | +1' 05" 4 | 6    |
| 3       | Luigi Taveri      | Honda      | +1' 05" 5 | 4    |
| 4       | Günter Beer       | Adler      | +1 Vuelta | 3    |
| 5       | Arthur Wheeler    | Moto Guzzi | +1 Vuelta | 2    |
| 6       | Pierre Vervroegen | Aermacchi  | +1 Vuelta | 1    |
| 7       | Han Leenheer      | Aermacchi  |           |      |
| 8       | Dan Shorey        | Bultaco    | Ret       |      |
| 9       | Vagn Stevnhoved   | Honda      |           |      |
| 10      | Fred Stevens      | NSU        |           |      |
| Ret     | Ernst Degner      | Suzuki     | Ret       |      |
| Ret     | Siegfried Lohmann | Adler      | Ret       |      |
| Ret     | Joop Vogelzang    | Aermacchi  | Ret       |      |
| Ret     | Frank Perris      | Suzuki     | Ret       |      |
| Fuente: |                   |            |           |      |

## Resultados 125cc
La batalla en la carrera de 125cc estuvo centrada entre los compañeros de equipo Jim Redman y Luigi Taveri. Este último logró vencer a Redman en la línea con solo una diferencia de dos décimas de segundo. Paddy Driver logró adelantarse a la EMC de Mike Hailwood, pero perdió más de 2 minutos y medio respecto a Honda RC 145.
| Pos. | Piloto            | Moto    | Tiempo    | Pts. |
| ---- | ----------------- | ------- | --------- | ---- |
| 1    | Luigi Taveri      | Honda   | 41' 08" 1 | 8    |
| 2    | Jim Redman        | Honda   | +0" 2     | 6    |
| 3    | Paddy Driver      | EMC     | +2' 39" 7 | 4    |
| 4    | Mike Hailwood     | EMC     | +2' 51" 6 | 3    |
| 5    | Rex Avery         | EMC     | +3' 04" 7 | 2    |
| 6    | Giuseppe Visenzi  | Ducati  | +6' 15" 6 | 1    |
| 7    | Arthur Wheeler    | Ducati  | +1 Vuelta |      |
| 8    | Pierre Vervroegen | Ducati  | +1 Vuelta |      |
| Ret  | Johnny Grace      | Bultaco | Ret       |      |
| Ret  | Frank Perris      | Suzuki  | Ret       |      |
| Ret  | Ernst Degner      | Suzuki  | Ret       |      |
| Ret  | Bob McIntyre      | Honda   | Ret       |      |
| Ret  | Ramón Torras      | Bultaco | Ret       |      |
| Ret  | Mitsuo Itoh       | Suzuki  | Ret       |      |

## Resultados 50cc
En la categoría pequeña, después de un comienzo difícil de la temporada, Ernst Degner ganó su tercer Gran Premio consecutivo. Solo Hans-Georg Anscheidt podría ofrecer algo de resistencia, pero tuvo que dejarlo marchar.
| Pos. | Piloto               | Moto     | Tiempo    | Pts. |
| ---- | -------------------- | -------- | --------- | ---- |
| 1    | Ernst Degner         | Suzuki   | 30' 48" 1 | 8    |
| 2    | Hans-Georg Anscheidt | Kreidler | +19" 9    | 6    |
| 3    | Luigi Taveri         | Honda    | +40" 1    | 4    |
| 4    | Seiichi Suzuki       | Suzuki   | +40" 4    | 3    |
| 5    | Wolfgang Gedlich     | Kreidler | +40" 6    | 2    |
| 6    | Jan Huberts          | Kreidler |           | 1    |
| 7    | Michio Ichino        | Suzuki   |           |      |
| 8    | Rudi Kunz            | Kreidler |           |      |
| 9    | Mitsuo Itoh          | Suzuki   |           |      |
| 10   | Dan Shorey           | Kreidler |           |      |
| 11   | Shimazaki Sadao      | Honda    |           |      |
| 12   | Rajko Piciga         | Tomos    |           |      |
| 13   | Rex Avery            | Tomos    |           |      |
| 14   | Frank Perris         | Suzuki   |           |      |
| 15   | Adrijan Bernetic     | Tomos    |           |      |
| 16   | Raymond Hanset       | Kreidler |           |      |
| 17   | René Regoli          | Itom     |           |      |
| 18   | Pierre Vervroegen    | Itom     |           |      |